# Gerardus Heymans
Gerardus Heymans (Ferwert, 17 aprile 1857 – Groningen, 18 febbraio 1930) è stato un filosofo e psicologo olandese.

## Biografia

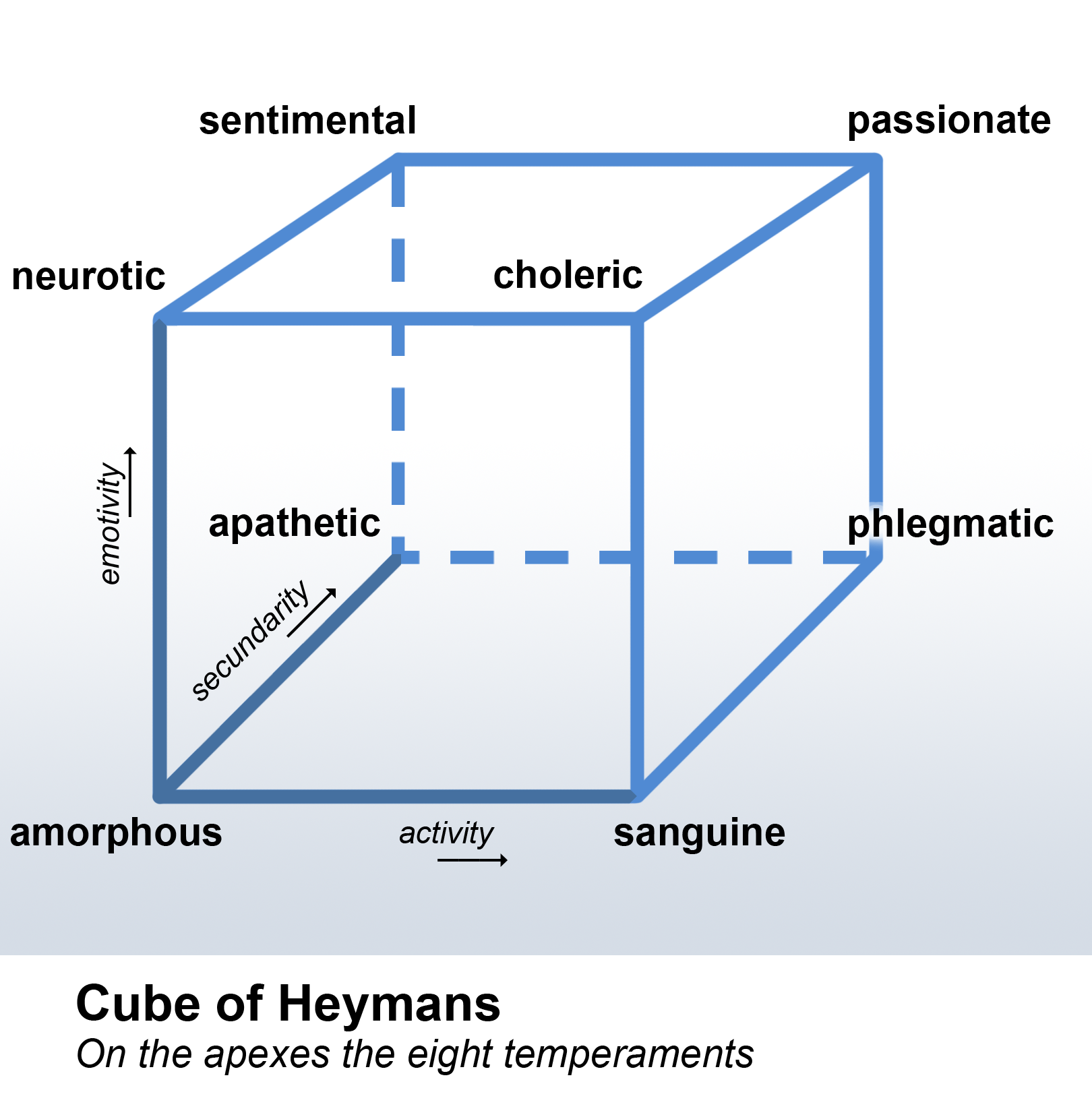
Il cubo di Heymans è una descrizione di una classificazione della personalità.

La carriera di studi di Heymans si svolse a Leida, per la giurisprudenza, oltre che a Friburgo in Brisgovia, per la filosofia, dove fu scolaro di Wilhelm Windelband.
È stato un seguace dell'idea del monismo psichico elaborata da Gustav Fechner e dal 1890 1927 è stato insegnante presso l'università di Groningen, il suo pensiero fu influenzato dall'opera del filosofo russo Afrikan Špir.
Nel settore della psicologia è stato un seguace di Wilhelm Wundt, ideando varie metodologie di psicologia sperimentale.
I suoi studi spaziarono dalla metafisica, all'estetica, all'etica e alla parapsicologia.
Tra i suoi studenti si può citare Johannes Jacobus Poortman, che portò avanti il modello di pensiero del maestro.
L'undici giugno del 1944 venne fondata l'Heymans-Genootschap, un'organizzazione atta a continuare il lavoro di Heymans.

## Sistema di classificazione della personalità
Ispirato da Ernst Kretschmer e da Jung, creò una classificazione della personalità 
basata su tre perni quali:
- attività : energia e quantità di azione in risposta allo stimolo
- emotività : ampiezza e frequenza dell'emozioni in risposta ad un evento o ad uno stinolo
- elementi secondari : in grado di influenzare immagini, ricordi, stimoli, eventi

Heymans effettuò ricerche riguardanti l'interpretazione metafisica della realtà, scoprendo gli elementi a priori non influenzati dall'esperienza.

## Opere principali
Heymans è l'autore di una ventina di monografie (alcune delle quali apparse solo dopo la sua morte) e di circa cento articoli.
- Einführung in die Metaphysik ("Introduzione alla metafisica", 1905), Lipsia;
- De toekomstige eeuw der psychologie ("Il futuro della psicologia", 1909), lezione consegnata al Rettorato della Università Reale di Groningen il 20 settembre 1909, Groninga, ed. Wolters;
- Psychologie der vrouwen ("La psicologia delle donne", 1911);
- De oorlog en de vredesbeweging ("La guerra e il movimento pacifista", 1914), Groningen;
- Einführung in die Ethik auf Grundlage der Erfahrung ("Introduzione all'etica sulla base dell'esperienza individuale", 1914), Lipsia;
- Die Gesetze und Elemente des wissenschaftlichen Denkens, ("Le leggi e gli elementi del pensiero scientifico", 1915), Lipsia;
- Het psychisch monisme ("Il monismo psichico", 1915), Baarn;
- La philosophie de Heymans di G. Heymans e T.J.C. Gerritsen, (1938, postumo).